# 柿沼雅美
柿沼 雅美（かきぬま まさみ、1985年10月20日 - ）は、日本の作詞家・作家。
清泉女子大学文学部日本語日本文学科卒業。独学で作詞を学び、2015年に新春ジャニーズワールド舞台楽曲の作詞でデビューした。近年は作詞以外でも2020年仙台短編文学賞河北新報社賞を受賞。BOOK SHORTS内で毎月の優秀賞として選出されている。
J-pop・歌謡曲・K-popなど活躍は幅広く、表題曲はもちろんアルバムの収録曲であってもそれぞれのファンからの支持が高い。アーティストとの共作や補作詞なども厭わず、小説の場面を切り取っているかのような描写や表現が多いのも特徴。
2024年輝く！日本レコード大賞優秀作品賞受賞。

## 主な提供作品

### アーティスト
- Mr.KING
  - 「情熱の色」
- ジャニーズワールド
  - 「A.B.C_Z Shadow gate」
- 亜咲花
  - 「JUST A WAY YOU ARE」
  - 「Place of promise」ゲーム「夢現Re:Master」主題歌
- MORISAKI WIN
  - 「Blind Mind」
- JUJU
  - 「いいわけ」（NHKドラマ10「この声をきみに」主題歌）
  - 「幻火」
- 藤川茜
  - 「Laughter days」
- ReVdol!!
  - 「Cool girl-Japanese version=」
- 上月せれな
  - 「Re;Voice」
  - 「NEVER END」アニメ「爆丸ジオガンライジング」エンディングテーマ
  - 「みんなといる世界」アニメ「デュエル・マスターズキング!」エンディングテーマ
  - 「UNCHAIN」
  - 「TARARA RALIRA」
  - 「WINNING ROAD」アニメ「デュエル・マスターズ WIN」エンディングテーマ
  - 「UNBREAKABLE」
  - 「BRAND NEW MOMENT」アニメ「デュエル・マスターズWIN 決闘学園編」エンディングテーマ
- 三澤紗千香
  - 「With You」
  - 「I Wanna Be」
- MayuOnishi
  - 「Lily」
- POiNT
  - 「Releve」
- U-SKE
  - 「Turn back time」
- ELLEY
  - 「Why you so」
- 荒井智典
  - 「Colorful Rain」feat.ユリカリパブリック
- 夢∞NITY
  - 「キミはどうなの？」
  - 「夢はINFINITY」
- LeirA
  - 「START」
- ラブライブ!虹ヶ咲学園スクールアイドル同好会
  - QU4RTZ「Not Sad」
- 新テニスの王子様　Rising Beat
  - 無敵プリンス（越前リョーマ、不二周助、幸村精市、遠山金太郎）「Virgin Breath」
- 刀剣乱舞
  - ミュージカル刀剣乱舞～江水散花雪～　「抱きしめて、雨。」

- SEiRëëN
  - 「Poppin' Fantasy」チバテレビ「キャストウォッチ」6月度エンディングテーマ
  - 「NEW STAGE」
- カナメとハルキー　
  - 「BUZZ KISS」
- サンスポアイドルリポーターSIR　
  - 「諦めを知らない花」ゲーム「今三国志」アイドルテーマソング
- H-el-ical//
  - 「かわいそうだよ」
- Anna
  - 「Catch the SUN」SUN AUDITIONテーマソング
- IBERIS&
  - 「Catch the SUN」
- 刀剣乱舞
  - ミュージカル　鶴丸国永 大倶利伽羅 双騎出陣 ～春風桃李巵～『DARA DARA DANCE』
- Pinky Spice
  - 「Relight」
  - 「愛だらけの世界」
- 浦田直也
  - 「green」
- あかせあかり
  - 「Highlight Moment」（ゲーム『Echocalypse -緋紅の神約-』ドロシーキャラクターソング）
- FTISLAND
  - 「In the Room」
  - 「F-R-I-E-N-DS」
- 平原綾香×洛天依日中国交正常化50周年スペシャルコラボ
  - 「憶」
- 高橋李依
  - 「BABURU」
- 伊藤美来
  - 「Oh my heart」
- lol
  - 「Livin’ It Up」
- おむすびコロコロ
  - 「オレンジになりたい僕」
- ガガピエロ
  - 「Suppin Who Are You ?」
- Brave Mental Orchestla
  - 「GLOWING BUTTERFLY」
  - 「MEGA FLARE」
  - 「JUMP UP！」
- 荒武凛香
  - 「I Feel Good At Myself」
  - 「Attitude」
- メルシュ-Malstrøm-
  - 「Glass World」
- Twinkle wink
  - 「リロンリー」
- Onephony
  - 「そばにいたいな」
- IRyS
  - 「Moment of MyLife」
- アイドルカレッジ
  - 「STRIPE」

- KAT-TUN
  - 「FLIGHT」
- アニメ「ウマ娘 プリティーダービー ROAD TO THE TOP」テイエムオペラオー（CV徳井青空）
  - 「Forever gold」
- AIボーカルコンピVol.1 with Synthesizer V AI
  - 「春のせいで」
- マーダーミステリーADVゲーム 『マーダーミステリーパラドクス このひと夏の十五年』  OP楽曲「REMEMBRANCE」
- Prince Letter(s)フロムアイドル　プリエル
  - 「Love Letter(s)」
- こもりゆい
  - 「Flowering Glitter」
- しの丸
  - 「俺らしい栄光」
- 沢城遥
  - 「真夏のジェラート」
- アイアンマウス
  - 「Sour Taste」
- タップダンスシチー (CV.篠田みなみ)
  - 「DANCE!DANCE!“ROMAN”」
- アポロンの翼
  - 「絶対宣言！」
- ROFMAO
  - 「Thank you, Promise」
- ゲーム　レスレリアーナのアトリエ
  - 「最果てへ」(主題歌）
  - 「強くなる時」
  - 「星が繋ぐ道」
  - 「彗星の旅路」
- コインムスメ
  - 「Bi-bi-bi Bit」
  - 「PRIVATE KEY」
  - 「ガチャ3.0」
- アニメ「ウマ娘 プリティーダービー Season3」サトノダイヤモンド(CV：立花日菜)
  - 「夢のこたえ」
- アニメ「ウマ娘 プリティーダービー Season3」キタサンブラック (CV. 矢野妃菜喜）
  - 「空のほほえみ方」
- LOVE9LOVE
  - 「あっちっちLOVE」
- アニメ「絆のアリル」PathTLive
  - 「KIZUNA」
- lol
  - 「You…」
  - 「What to CHOOSE?」
- ウマ娘　タップダンスシチー（CV.篠田みなみ）
  - 「DANCE！DANCE！“ROMAN”」
- ポラリスシンフォニー
  - 「100%SWEET」
- Techu
  - 「Tanzanite」
- ウマ娘 プリティーダービーWINNING LIVE 16 シュヴァルグラン(CV.夏吉ゆうこ)
  - 「僕が憧れた青」
- THE JET BOY BANGERZ from EXILE TRIBE
  - 「WEEKEND」
- Make mie
  - 「make up!」
- CN BLUE
  - 「Dance Dance Dance」
  - 「Magic」
- チ・チャンウク
  - 「The Wind Of Spring」
  - 「Spring Is You」
  - 「あなたがいてくれた」
  - 「僕がいたこと」
  - 「SHINY TRIP」
  - 「Starry Night Driver」
- iSPY
  - 「好きになれ！」
  - 「Summer Gyuuum!」
- 井上昌己
  - 「幸せと傷痕」
- AB6IX
  - 「SUCKER -Japanese ver.-」
  - 「ILY -Japanese  ver.-」
- なにわ男子
  - 「君と風と」
- 虹のコンキスタドール
  - 「HIGH FLYER」
- Liyuu
  - 「バッドゥドゥドゥ」(TVアニメ『歴史に残る悪女になるぞ』オープニングテーマ）
- 刀剣乱舞
  - 刀剣男士 formation of 花影 ｢Sing out！｣
- ALL iN FAZE
  - ｢Strangers｣
  - ｢Ennui｣
  - ｢Azure Blue｣
- MISAMO
  - 「Identity」
  - 「Baby, I'm good」
- Snow Man
  - 「GLITCH」（Hikaru Iwamoto / Raul）
  - 「Feel the light, Lovely」滝沢歌舞伎ZERO2022
  - 「風」岩本照、深澤辰哉、宮舘涼太主演・演出舞台「祭GALA」
- ME:I　
  - 「A to Z」（Produce101 JAPAN THE GIRLS）
  - 「Click」
  - 「Cookie Party」
  - 「Sweetie」
  - 「Ready Go」（アニメ　ポケットモンスター新章メガボルテージ　エンディングテーマ)
- JO1
  - 「Itty Bitty」
  - 「Fairytale」
  - 「Love seeker」
  - 「Test Drive」
  - 「Cross the line」
  - 「Bon Voyage」
- 安藤祐輝
  - 「ジンセイQUEST」
  - 「ストレートでいいじゃん」
- しろもん
  - 「AOZORA」
- 皇美緒奈
  - 「Be The One」
- 私立恵比寿中学ユニット曲
  - 「君のそーゆーとこ」
  - 「すたーてぃん」
- East Of Eden
  - 「Unapologetic Freedom」
- IS:SUE
  - 「CONNECT」
  - 「SHINING」
  - 「Starstruck」
- TRENDZ
  - 「Matrix」
- 石原夏織
  - 「ILLUSION」
  - 「RefLight」
- ミュージカル『刀剣乱舞』 ～坂龍飛騰～
  - 「RISEUP」
- ときめきメモリアル The 30th Anniversary ～forever smile～
  - 「Sweet Heart」

  1. Mooove!

  - 「新世界」
- Do As Infinity
  - 「Me and You, Always」(ゲーム「イケメン王子　美女と野獣の最後の恋」5周年記念テーマソング）
- INI
  - 「What A Night」
  - 「Pineapple Juice」
- Mumeixxx
  - 「愛論理」
- TWICE
  - 「Here I am」
  - 「LOVE WARNING」
  - 「Love is more」
  - 「ENEMY」

## その他作品
- 仙台短編文学賞河北新報社賞「波打ち際の灯り」[1]
- 2020年4月28日河北新報朝刊文化面エッセー「降りやまない雨に笑って」
- ショートムービー「Make Believers」挿入歌
- BOOK SHORTS
  - 『待ってる』
  - 『桜桃色の朝陽』
  - 『ReverbTOKYO』
  - 『スリーピングアイドル』
  - 『ただこれが愛じゃなかっただけ』
  - 『VR恋愛住宅』
  - 『終わらないゴンドラ』
  - 『さよなら、はじめまして』
  - 『明日、桜を食べに』
  - 『また、20時』
  - 『ローズ・ハッカ・ジンジャー』
  - 『ファースト・ホッピー』
  - 『草の窓』
  - 『ミライちゃん』
  - 他20以上

- J-WAVE presented by BALMUDA SONGS TO TIME TRAVEL内ストーリー

- CLUB JT くつろぎの時間に寄り添う　Smoky Chill Music エッセイ100
- 令和４年度日本博主催・共催型プロジェクト 「日本各地のストーリー創作プロジェクト」  短編小説「けっぱれ」・パネルディスカッション